# Moczarne
Moczarne – osada śródleśna w Polsce, dawna wieś, położona w województwie podkarpackim, w powiecie leskim, w gminie Cisna.
W latach 1975–1998 miejscowość należała administracyjnie do województwa krośnieńskiego.
Osada była punktem końcowym linii Bieszczadzkiej Kolejki Leśnej doprowadzonej tu z miejscowości Majdan.

## Historia
Była to wieś królewska lokowana na prawie wołoskim w końcu XVI wieku. Istniała w niej cerkiew prawosławna i młyn wodny. Pierwsze wzmianki o miejscowości pojawiają się w roku 1618, jednak już w roku 1629 jest miejscowością opuszczoną na skutek zaraz i napadów rozbójników z ówczesnej strony węgierskiej. Zabudowa została w kolejnych latach całkowicie zniszczona. Dawną wieś jako puste pastwiska król Michał Korybut Wiśniowiecki nadał właścicielom Wetliny, do której ją przyłączono. Dla celów gospodarki leśnej, w 1964 roku doprowadzono do Moczarnego kolej wąskotorową, której osada była punktem końcowym. Powstała tu wówczas też osada pracowników leśnych.

## Przyroda
W okolicy górnej stacji kolejki, na wysokości 780 m n.p.m. występuje dzwonek szerokolistny – bardzo rzadka w Polsce roślina, znana tylko z 6 stanowisk (wszystkie w Bieszczadach). Odnotowano tutaj też stanowisko innego bardzo rzadkiego gatunku – zarazy macierzankowej.